# Björn Afzelius bästa vol 3
Björn Afzelius bästa vol 3 är ett samlingsalbum från 1995 av Björn Afzelius.

## Låtlista
1. Bella Donna
2. Odyssevs
3. Gånglåt från Sörgården
4. Flickan från landet i norr (live)
5. För kung och fosterland
6. Älska mig nu (live)
7. Nära dig
8. Två ljus
9. Don Quixote
10. Bläckfisken
11. Skyll inte på mig
12. Tusen bitar
13. Johnny Boy (live)
14. Måne över Corsica
15. Bland bergen i Glencoe
16. Sådan herre (live)
17. Du